# Burgo (Lugo)
Burgo (llamada oficialmente San Vicente do Burgo) es una parroquia y una aldea española del municipio de Lugo, en la provincia de Lugo, Galicia.

## Otras denominaciones
La parroquia también es conocida por el nombre de San Vicente de Burgo.

## Organización territorial
La parroquia está formada por seis entidades de población, constando cinco de ellas en el nomenclátor del Instituto Nacional de Estadística español:
- Burgo (O Burgo)
- Carrigueiros
- Garaloces
- O Canedo de Abaixo
- Penas
- Poutomillos

## Demografía

### Parroquia
| Gráfica de evolución demográfica de Burgo (parroquia) entre 2000 y 2020 |
|                                                                         |
| Datos según el nomenclátor publicado por el INE.                        |

### Aldea
| Gráfica de evolución demográfica de Burgo (aldea) entre 2000 y 2020 |
|                                                                     |
| Datos según el nomenclátor publicado por el INE.                    |